# Metallosphaera
Genre
Metallosphaera est un genre d'archées de la famille des Sulfolobaceae.

## Systématique
Le genre Metallosphaera a été créé en 1989 par Gertrud Huber (d), Carola Spinnler (d), Agata Gambacorta (d) et Karl Stetter,.

## Liste d'espèces
Selon NCBI (19 octobre 2022) :
- Metallosphaera cuprina Liu et al., 2011
- Metallosphaera hakonensis (Takayanagi et al., 1996) Kurosawa et al., 2003
- Metallosphaera javensis Sakai et al., 2022
- Metallosphaera prunae Fuchs et al., 1996
- Metallosphaera sedula Huber et al., 1989
- Metallosphaera tengchongensis Peng et al., 2015
- Metallosphaera yellowstonensis Kozubal et al., 2011

## Publication originale
- (en) Gertrud Huber, Carola Spinnler, Agata Gambacorta et Karl O. Stetter, « Metallosphaera sedula gen, and sp. nov. Represents a New Genus of Aerobic, Metal-Mobilizing, Thermoacidophilic Archaebacteria », Systematic and Applied Microbiology, Elsevier, vol. 12, no 1,‎ juillet 1989, p. 38-47 (ISSN 0723-2020 et 0172-5564, OCLC 51392980, DOI 10.1016/S0723-2020(89)80038-4, lire en ligne).